# رودخانه استورت
رودخانه استورت (به انگلیسی: River Stort) مسیر رودی در اسکس و هرتفوردشر انگلستان است.
این رود که طول آن ۳۸ کیلومتر است از جنوب روستای لنگلی سرچشمه می‌گیرد و تا پیوستن به رود لی در هودسدون جریان دارد.
نام این رودخانه ساختار پسین‌سازی‌شده‌ای دارد. شهر بیشاپس استور فورد نام خود را از رودخانهٔ استورت بر نگرفته، بلکه واقعیت برعکس است: نقشه‌نگاران قرن شانزدهمی کریستوفر ساکستون و ویلیام کامدن با این فرض که شهر استورتفورد به خاطر «فوردِ» آن (گدارش) نامگذاری شده‌است٬ این رودخانه در ابتدا استور و نه استورت نامیده می‌شد.